# Riabinowka (stacja kolejowa)
Riabinowka (ros. Рябиновка) – stacja kolejowa w miejscowości Riabinowka, w rejonie gurjewskim, w obwodzie królewieckim, w Rosji. Położona jest na linii Królewiec – Zielenogradsk – Swietłogorsk.

## Historia
Stacja powstała w okresie przynależności tych terenów do Niemiec. Nosiła wówczas nazwę Groß Raum.